# BLG Logistics Group

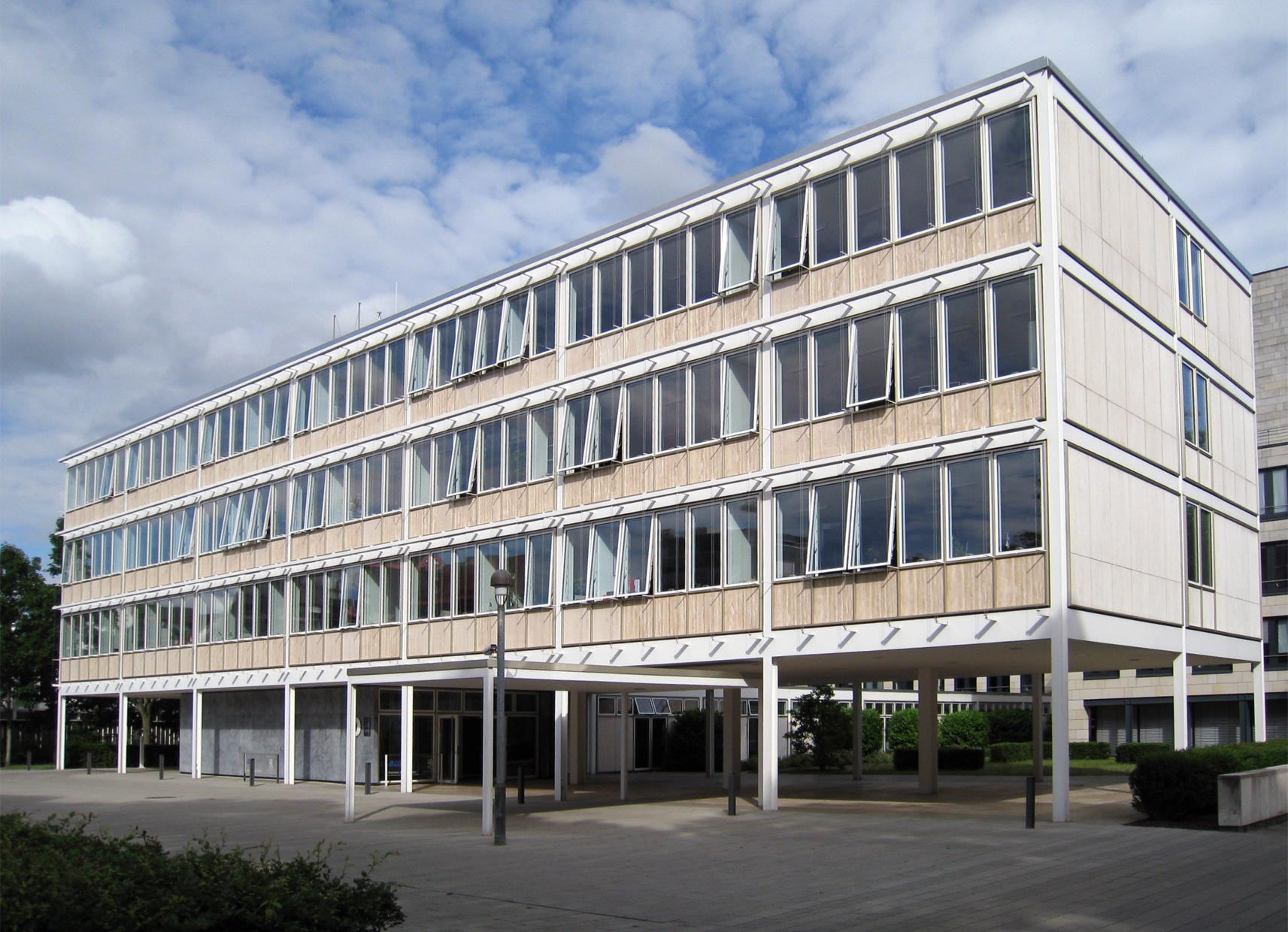
Das ehemalige amerikanische Generalkonsulat in Bremen ist heute Sitz der Zentrale von BLG Logistics (Aufnahme von 2007)

Die BLG Logistics Group AG & Co. KG (Eigenschreibweise: BLG LOGISTICS) mit der börsennotierten Komplementärin Bremer Lagerhaus-Gesellschaft – Aktiengesellschaft von 1877 ist ein international tätiges Seehafen- und Logistikunternehmen mit Sitz in Bremen. Die operativen Geschäftsbereiche Automobile, Contract und Container bieten Leistungen für Automobil-, Industrie- und Handelskunden. Die Gruppe hat fast 100 Niederlassungen in Europa, Nordamerika, Asien und Afrika.

## Unternehmensgeschichte

### 1877 bis 1933
65 Kaufleute gründeten im Februar 1877 die Bremer Lagerhaus-Gesellschaft – Aktiengesellschaft von 1877 (BLG). Ein wesentlicher Faktor war dabei der Wunsch Bremer Baumwoll-Händler nach einer verbesserten Lager- und Handelsinfrastruktur einschließlich der Möglichkeit, Orderlagerscheine und Warrants ausstellen zu können. Das Geschäft beschränkte sich auf Umschlag und Lagerung; der Transport von Waren gehörte nicht dazu. Fünf erste eigene Lagerhäuser gingen 1878 links der Weser im Sicherheitshafen – seit ca. 1900 landläufig als Hohentorshafen bezeichnet – in Betrieb. Für den frühzeitigen Anschluss an das Eisenbahnnetz sorgte die BLG selbst. Das Unternehmen lagerte im ersten Betriebsjahrzehnt vor allem Getreide und Hülsenfrüchte, Schmalz, Speck und Schweinefleisch, Tabak, Baumwolle, Schafwolle und Kaffee.
1888 dehnte die BLG die Tätigkeiten auf den neuen Europahafen (Freihafen I) rechts der Weser aus, der nach dem Zollanschluss Bremens (Oktober 1888) als Freihafen konzipiert war; der entsprechende Betriebsüberlassungsvertrag zwischen Bremen und der BLG datiert vom Mai 1888. Die BLG beeinflusste die Entwicklung der Hafenanlagen rechts der Weser bis zum Ersten Weltkrieg maßgeblich. Mit seiner Fertigstellung 1906 wurde sie auch im Freihafen II aktiv, der Betriebsüberlassungsvertrag wurde dafür angepasst. Ferner betrieb sie ab 1897 die Getreideverkehrsanlage. 1929 übernahm sie den Weserbahnhof. Als Reaktion auf die Auswirkungen der Weltwirtschaftskrise führte die BLG Anfang April 1932 das sogenannte Krümpersystem ein, das durch wechselnde Beurlaubungen von Arbeitern deren Arbeitslosigkeit verhindern sollte. Das System blieb bis Ende April 1935 in Kraft.

### 1933 bis 1945
Im Zuge der „Machtergreifung“ in Bremen wurde der langjährige Vorstandsvorsitzende Kurt Dronke, Mitglied der Fraktion der Deutschen Staatspartei in der Bremischen Bürgerschaft, im April 1933 aus seinem Amt gedrängt. Sein Nachfolger wurde ein NSDAP-Mitglied. Ähnlich erging es Carl Krüger, der dem Vorstand seit 1931 angehörte: Unter politischem Druck bat er im September 1933 um einen sechsmonatigen Urlaub, am 31. Mai 1934 trat er in den Ruhestand. Auf Basis der nationalsozialistischen Gesetzgebung wurden auch in Bremen alle unständigen Arbeiter des Hafens bei einem Gesamthafenbetrieb angestellt (in Bremen seit dem 25. Juni 1934: Hafenbetriebsverein in Bremen e. V.). Dieser wies den Hafenbetrieben, auch der BLG, Arbeitskräfte zu. Zu diesen Arbeitskräften zählten nach Beginn des Zweiten Weltkriegs auch Fremdarbeiter, Kriegsgefangene, Ostarbeiter, sowie zeitweilig auch Strafgefangene und KZ-Häftlinge. Anfang Januar 1941 verwüstete ein durch Brandbomben verursachtes Feuer das Verwaltungsgebäude der BLG. Spreng- und Brandbomben zerstörten bis Kriegsende einen Großteil des Hafens und seiner Anlagen (Lager, Speicher, Schuppen, Kräne, hydraulisches Gerät, Gleise, Leitungen, Getreideanlage, Weserbahnhof etc.).

### 1945 bis 1998
Die Behörden in der amerikanischen Besatzungszone entließen am 17. September 1945 zehn leitende Angestellte der BLG. Die Wiederzulassung für Geschäftstätigkeiten erhielt das Unternehmen am 29. November 1945. Mit der fortschreitenden Instandsetzung des Hafens belebten sich die Aktivitäten der BLG. Zunächst konzentrierte sich das Geschäft vor allem auf den Überseehafen. Dann ging es um die Reparatur des Europahafens. 1951 nahm der Weserbahnhof seinen Betrieb wieder auf. In der ersten Hälfte der 1950er Jahre begann ebenfalls der Betrieb des Kühlhauses am Holz- und Fabrikenhafen.

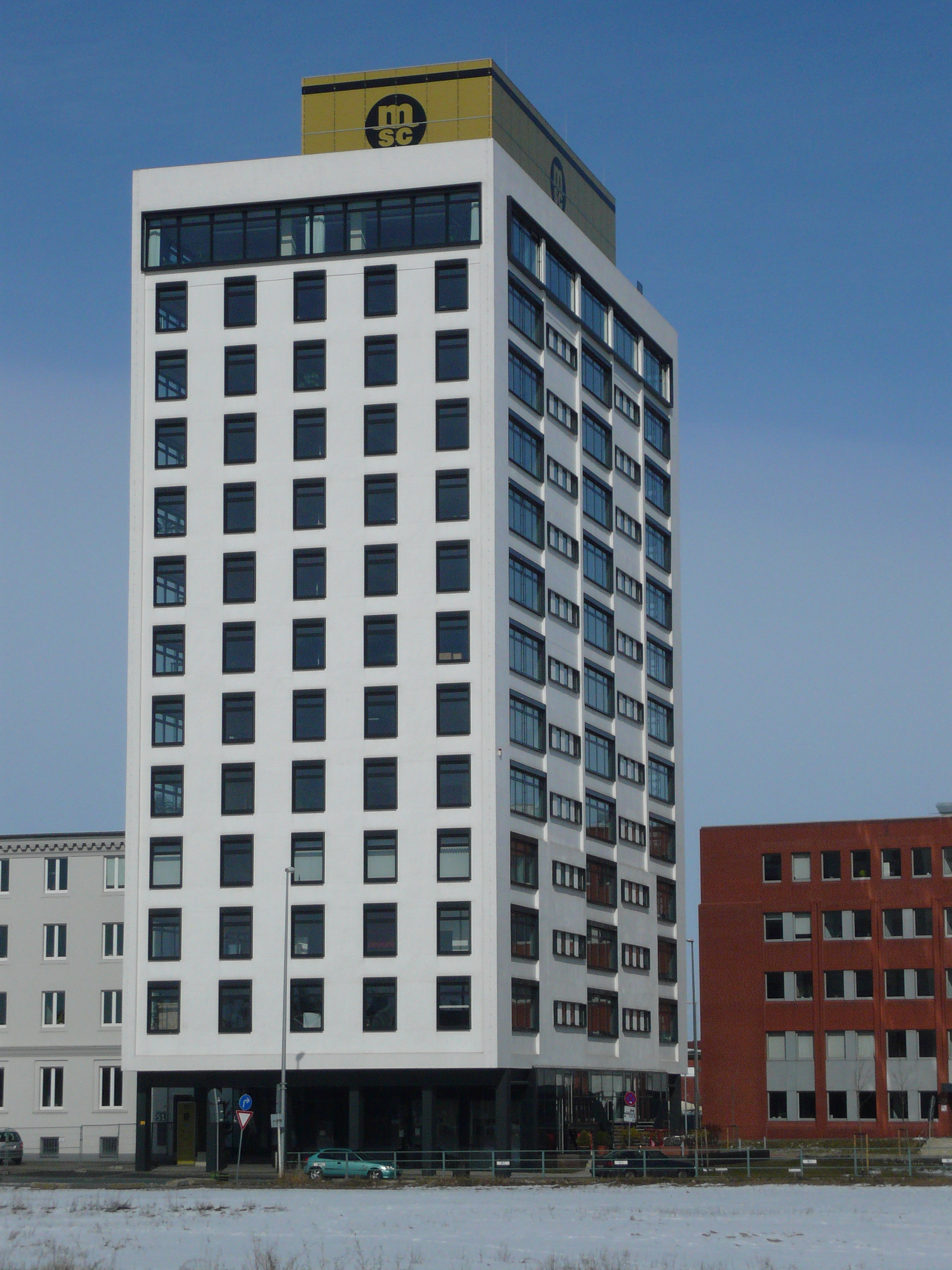
Hafenhochhaus, Geschäftssitz bis 2001 (Aufnahme von 2010)

Ab Mitte 1953 führte die BLG auch die Regie in den Häfen von Bremerhaven. Das betraf den Kaiserhafen, die Columbuskaje, den Neuen Hafen und den Verbindungshafen. Der Nordhafen kam später hinzu. 1959 schlossen die Stadtgemeinde Bremen und die BLG einen Betriebsvertrag ab. In ihm wurde geregelt, dass die Stadt die Mehrheit der Anteile hält. 1961 bezog das Unternehmen das neu errichtete Hafenhochhaus am Kopf des Überseehafens. Zwei Jahre später unterzeichneten die Stadt Bremen und BLG ein Vertragswerk, das dem Unternehmen ermöglichte, für erweiterte Aufgaben Fremdmittel auf dem Kapitalmarkt aufzunehmen. Auf diese Weise finanzierte es die erheblichen Aufwendungen für Bau und Betrieb des Neustädter Hafens (Betrieb ab 1965/1966) sowie für Bau und Betrieb des Container-Terminals in Bremerhaven (Bau ab 1968; Betrieb ab 1971). Bereits 1966 machte das erste in Europa erschienene Containerschiff, die Fairland, im Überseehafen fest. Die erste Containerbrücke nahm am 1. Oktober 1966 im Neustädter Hafen ihren Dienst auf. Seit 1967 bestand in diesem Hafen auch eine provisorische Anlage für RoRo-Schiffe; Ende 1973 stand eine solche im Europahafen dauerhaft zur Verfügung.
Bremerhaven wurde seit 1970 fahrplanmäßig von LASH-Mutterschiffen angelaufen. Ab Februar 1974 stand am Kopf des Überseehafens ein schwimmender Bargenliegeplatz bereit. 1979 übernahm die BLG von der Anker Schiffahrtsgesellschaft die Umschlaganlage Kap Horn mit Zugang zur Weser sowie zum Industriehafen. Im selben Jahr war die RoRo-Anlage im Neustädter Hafen betriebsbereit.
Die BLG hatte in den 1980er Jahren Teil am boomenden Containergeschäft, das die gesamte Hafenwirtschaft umformte und insbesondere in Bremerhaven zum Ausbau des Terminals in mehreren Stufen führte. Der harte Wettbewerb drückte jedoch auf die Margen, auch bei der BLG. Die Rezession der Weltwirtschaft Anfang der 1980er Jahre führte zu Entlassungen von BLG-Beschäftigten im gewerblichen und kaufmännischen Bereich. Über Geschäftskontakte zu Volkswagen und später zu Daimler-Benz begann das Unternehmen mit Logistikdienstleistungen für die Automobilindustrie und verbesserte dabei seine Wertschöpfung, zunächst per Feinverteilung von Zulieferer-Material in die deutschen Werke, dann per Semi Knocked Down und Completely Knocked Down. Logistikdienste mit verbesserter Wertschöpfung übernahm die BLG seit 1980 auch für Minolta.
Die Überwindung der realsozialistischen Regime in Mittel- und Osteuropa Ende der 1980er / Anfang der 1990er Jahre brachte für die BLG deutliche Ladungsverluste im konventionellen Geschäft. Das Unternehmen geriet in die Krise.

### Seit 1998
Das Unternehmen richtete sich daraufhin neu aus. Ziel war, sich von einem lokalen Hafenunternehmen zu einem internationalen Logistikkonzern zu verändern, so Detthold Aden, der von 1999 bis 2013 diesen Wandel als Vorstandsvorsitzender vorantrieb. Ab 1998 wurde die organisatorische Struktur völlig neu gefasst: Die BLG Logistics Group AG & Co. KG (BLG-Gruppe) entstand mit der Bremer Lagerhaus-Gesellschaft – Aktiengesellschaft von 1877 als Komplementärin und der Stadtgemeinde Bremen als Kommanditistin. Die KG konzentrierte sich als Holding auf die strategische Ausrichtung und Entwicklung der Gruppe. Unter ihrem Dach arbeiten seitdem etliche Einzelgesellschaften und Beteiligungen in unternehmerischer Eigenverantwortung. Sie sind den drei operativen Geschäftsbereichen Automobile, Contract und Container zugeordnet.
1999 wurde das Containergeschäft mit dem der Hamburger Eurokai zur Eurogate fusioniert. Dieses Joint Venture verfügt heute über Containerterminals an der Nordsee, am Atlantik und am Mittelmeer.
2002 übernahm BLG Logistics die gesamte Kontraktlogistik der Paul Günther Logistik AG (Hamburg) und erhielt so Logistik-Standorte in Ostdeutschland. Ferner übernahm sie 50 Prozent der Anteile der in Bremen und Bremerhaven in der Automobil-Spedition tätigen E.H. Harms Automobile Logistics. 2009 erhöhte das Unternehmen hier seinen Anteil auf 94 Prozent. Im Jahr 2002 zog die Zentrale der BLG Logistics in ein neues Gebäude neben dem ehemaligen amerikanischen Generalkonsulat und seit 2006 zusätzlich in dieses historische Gebäude.
2003 startete der Betrieb des Hochregallagers am Güterverkehrszentrum Bremen. Für den Kunden Tchibo sorgte BLG Logistics seitdem für die Lagerung und die europaweite Distribution in Filialen und regionale Verteilungszentren sowie ab 2011 auch für die Kommissionierung im Onlinegeschäft.
Zur Stärkung der eigenen Logistikfähigkeiten beim Transport von Autos mit der Eisenbahn erwarb das Unternehmen 2008 die Hälfte der Anteile an der CTL Car Transport Logistics GmbH. Dieses Unternehmen firmierte um und wurde zur BLG AutoRail GmbH. Bis 2017 baute es seinen Bestand an Autotransportwaggons auf rund 1500 Einheiten aus.
Der Geschäftsbereich Contract begann 2015 mit dem Aufbau des Geschäftsfeldes Fashionlogistik.
2016 erweiterte das Unternehmen seine Speditionskapazitäten durch die Übernahme der Fortagroup, 2017 durch die Übernahme von Kitzinger & Co. sowie von deren Tochter Arno Rosenlöcher.
2021 veräußerte das Unternehmen seine in der BLG International Forwarding zusammengefassten Speditionsaktivitäten im See- und Luftfrachtgeschäft an Rhenus Air & See; ausgenommen blieb dabei der BLG-Speditionsstandort in Bremen. Im Jahr darauf startete ein Joint Venture mit Hyundai Glovis in Bremerhaven. Seit Ende 2022 ist das Unternehmen ein Stand-by-Partner des Welternährungsprogramms der Vereinten Nationen, um diesem in Akutfällen logistisches Fachwissen zur Verfügung zu stellen.
2023 startete eine dauerhafte Autozugverbindung von Kelheim nach Köseköy am Marmarameer in der Türkei. Im Jahr darauf gründete BLG Logistics eine türkische Tochtergesellschaft. Mitte 2024 gab Tchibo bekannt, die seit mehr als zwei Jahrzehnten bestehende Kooperation mit BLG Logistics zu beenden. Anfang 2025 übernahm Matthias Magnor von Frank Dreeke den Posten des CEO. Im selben Jahr errichtete das Unternehmen auf dem Flugplatz Ahlhorn ein weiteres Inlandsterminal für Autos. Im Jahr 2025 vereinbarte das Unternehmen ebenfalls mit der chinesischen Großreederei COSCO eine strategische Partnerschaft, die sich auf das Terminal von BLG in Bremerhaven bezieht.

## Gegenwart

### Struktur und Geschäftsbereiche
Die Bremer Lagerhaus-Gesellschaft – Aktiengesellschaft von 1877 ist als persönlich haftende Gesellschafterin (Komplementärin) der BLG Logistics Group AG & Co. KG mit der Geschäftsführung der BLG-Gruppe betraut. Beide Unternehmen sind rechtlich, wirtschaftlich und organisatorisch eng verbunden, sie stellen einen Gruppenabschluss auf. Die BLG Logistics Group AG & Co. KG, kurz BLG Logistics, konzentriert sich als Management-Holding auf die strategische Ausrichtung und Entwicklung der Gruppe. Unter ihrem Dach arbeiten etliche Einzelgesellschaften und Beteiligungen in unternehmerischer Eigenverantwortung. Sie sind den drei operativen Geschäftsbereichen Automobile, Contract und Container zugeordnet. Die Stadtgemeinde Bremen hält 100 Prozent an der BLG Logistics Group AG & Co. KG. An der Bremer Lagerhaus-Gesellschaft – Aktiengesellschaft von 1877 hält sie eine Mehrheit von etwas mehr als 50 Prozent (Stand: Juni 2025).
Die Geschäftsbereiche der BLG Logistics sind folgendermaßen definiert:
- Automobile: Dieser Geschäftsbereich erbringt technische und logistische Dienstleistungen für die Automobilindustrie. Deren Fahrzeuge werden dabei umgeschlagen, transportiert oder technisch bearbeitet. Die Distribution findet per Lkw, Bahn und Schiff statt. Der Geschäftsbereich verfügt über Seehafenterminals und solche an Rhein und Donau, über eine Flotte von Autotransportern sowie über Waggons für den Autotransport per Bahn.
- Contract: An mehr als 40 Standorten in Europa und Übersee werden hier vor- und nachgelagerte Logistikleistungen erbracht, von der Planung über die Konzeption bis zur Realisierung. Es geht unter anderem um Transport, Verpackung, Entpackung, Bestellabwicklung, E-Commerce oder Mehrwertdienstleistungen. Die B2B-Kunden kommen aus den unterschiedlichsten Branchen.
- Container: Der Schwerpunkt liegt hier auf dem Containerumschlag. Verantwortlich ist Eurogate, an der die BLG mit 50 Prozent beteiligt ist.

### Leistungen und Kunden
Das Unternehmen bietet heute ein differenziertes Portfolio an Logistik-Dienstleistungen. Dazu zählen unter anderem:
- Automobillogistik
- Containerlogistik
- Hafenlogistik
- Kontraktlogistik
- Transportlogistik
- Umschlagslogistik[68]

Die Kunden des Unternehmens kommen insbesondere aus der Automobilindustrie (Hersteller und Zulieferer), der Stahlindustrie, der Forstwirtschaft, des Maschinen- und Anlagenbaus, der Elektronikindustrie, der High-Tech-Industrie, der Sporttextilien- und Modeindustrie, der Konsumgüterbranche, der Lebensmittelindustrie, der Sanitär- und Gebäudetechnik, der Schifffahrt und des Speditionswesens sowie der Windenergie-Branche.

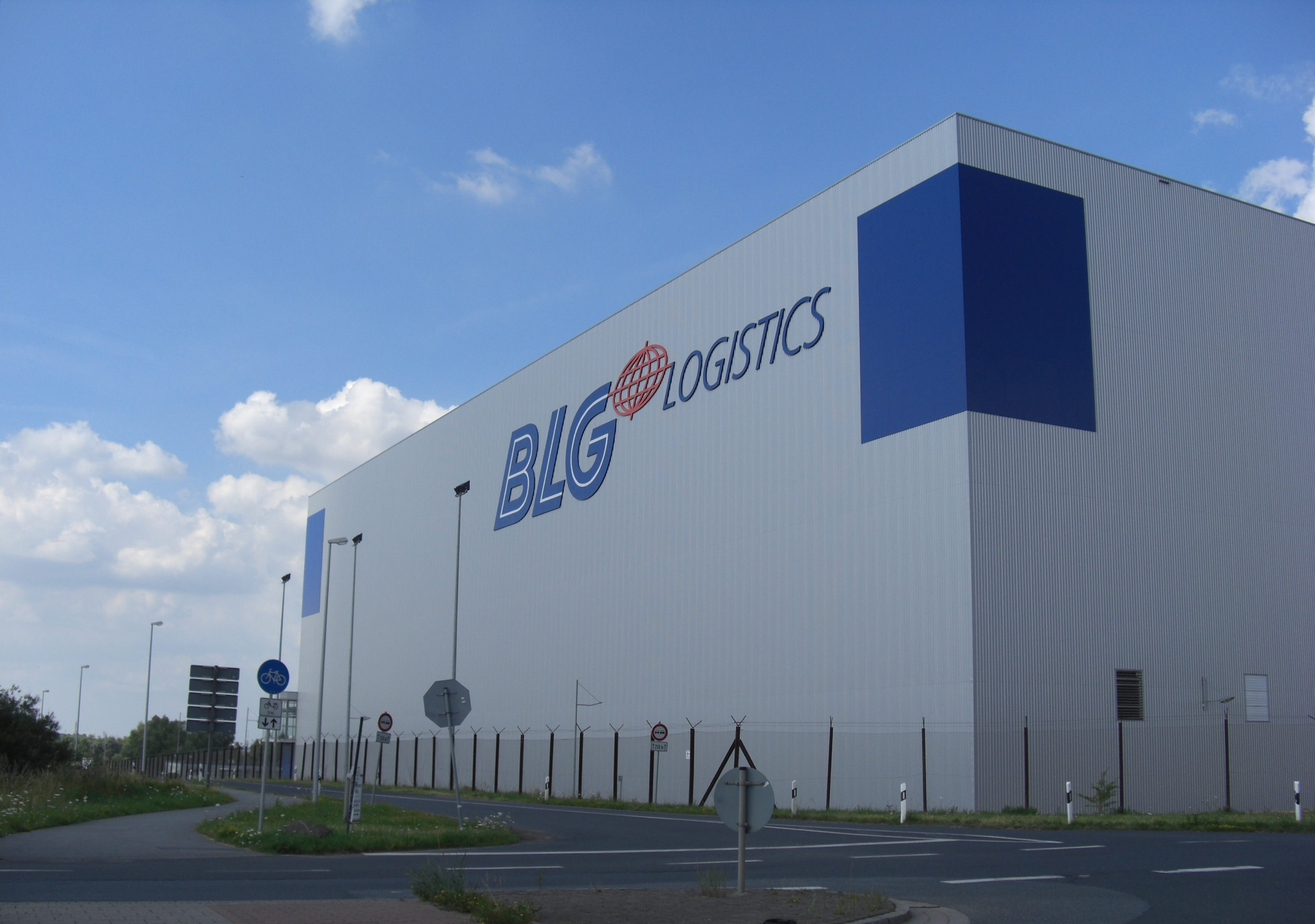
Hochregallager am Neustädter Hafen, Bremen (2010)
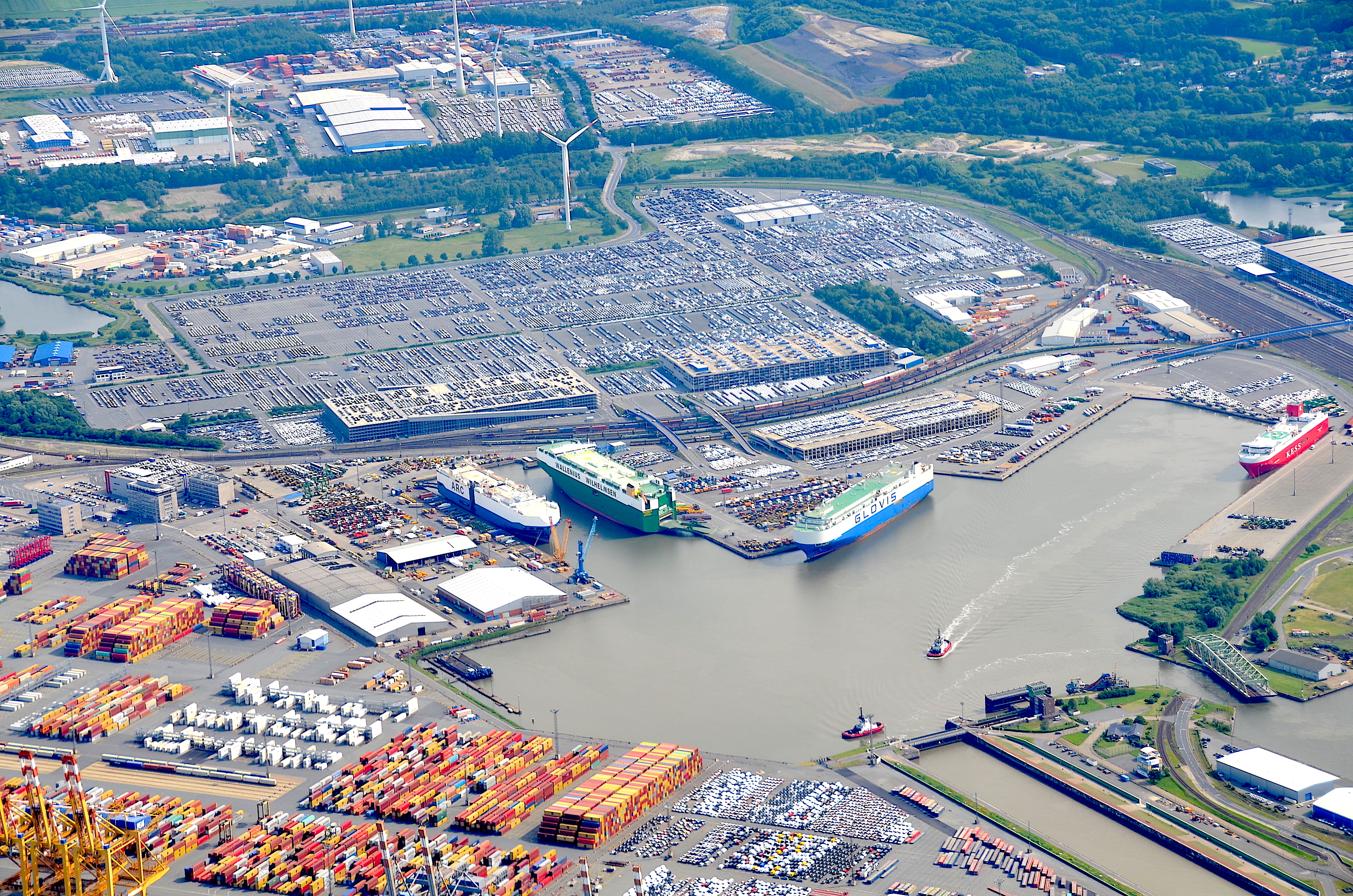
Autoterminal in Bremerhaven (2019)
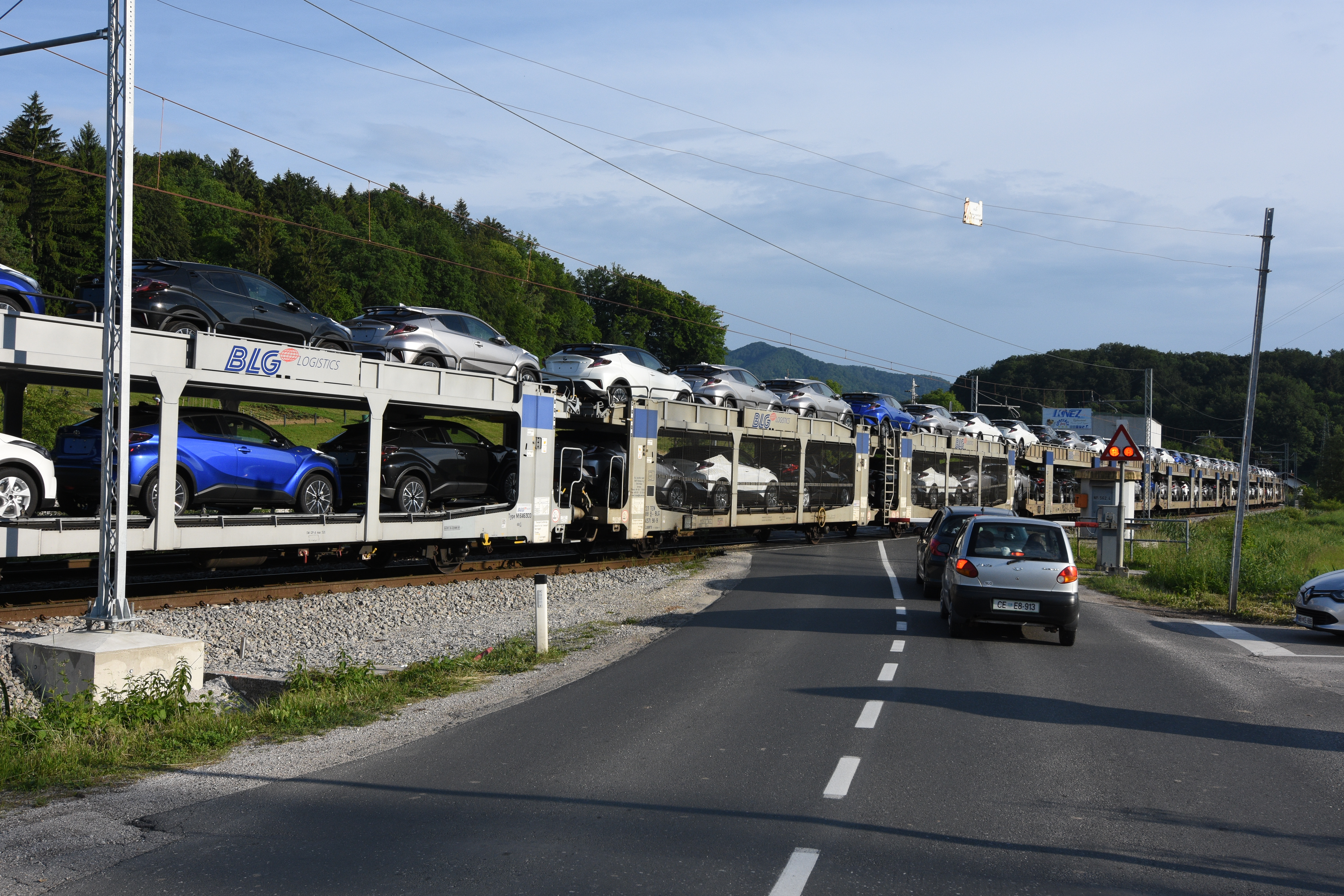
Ganzzug bei Spodnja Brežnica, Slowenien (2019)
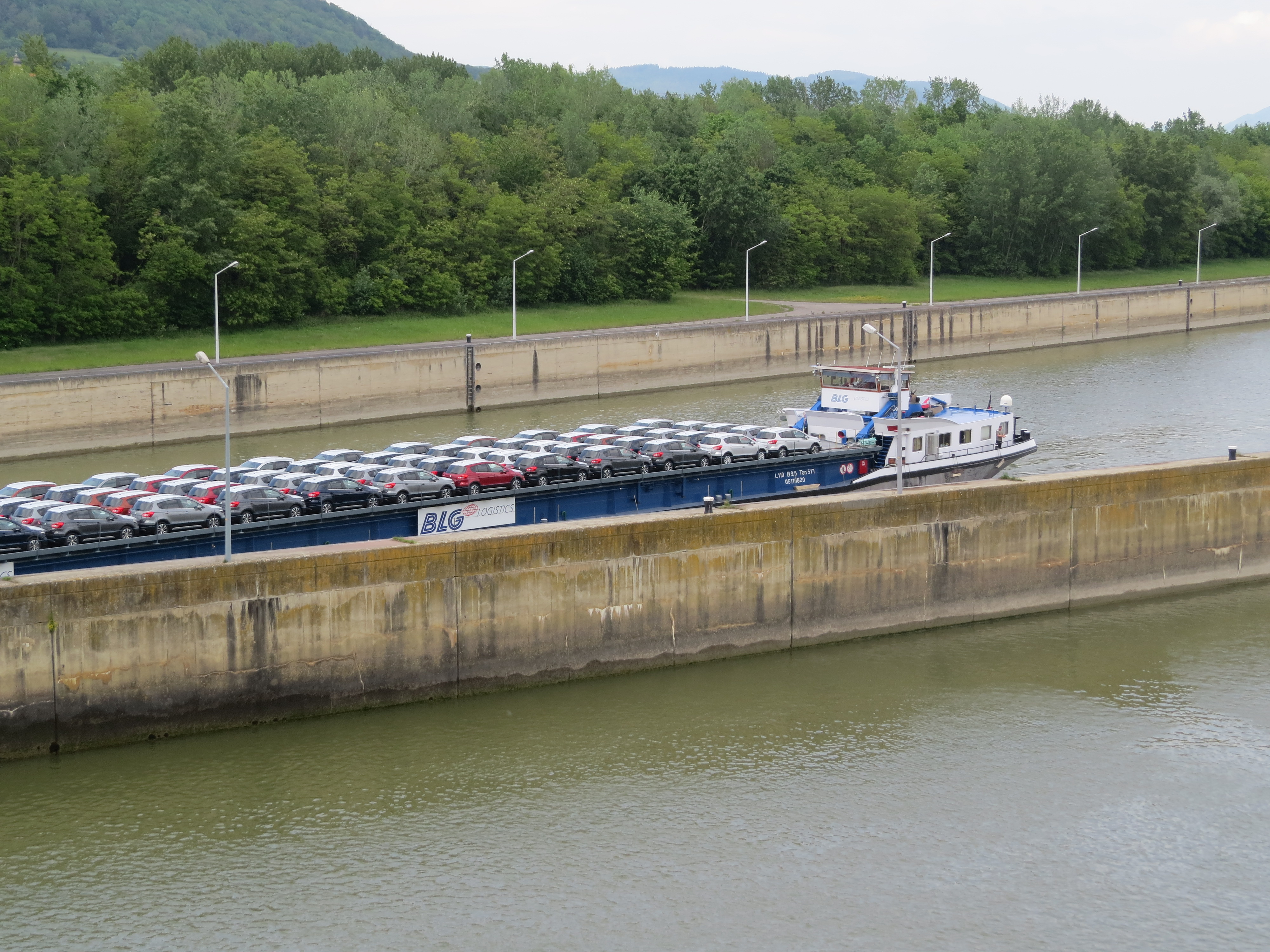
Binnenschiff auf der Donau beim Kraftwerk Melk (2019)

### Anteilseigner und Aktie
Das Aktienkapital der börsennotierten Bremer Lagerhaus-Gesellschaft (BLG) beträgt gegenwärtig 9.984.000 Euro, es gibt 3.840.000 stimmberechtigte Aktien. Die Anteile verteilten sich im Juni 2025 wie folgt:
- Freie Hansestadt Bremen, Stadtgemeinde (50,4 %)
- Finanzholding der Sparkasse in Bremen (12,6 %)
- Panta Re AG (12,6 %)
- Waldemar-Koch-Stiftung (5,9 %)
- Streubesitz (18,5 %)

Bei den heutigen Aktien handelt es sich um nennwertlose Namensaktien. Sie sind in Hamburg, Frankfurt und Berlin gelistet. Die ISIN lautet DE0005261606, die WKN lautet 526160, das Börsenkürzel ist BLH.

### Kennzahlen
| Positionen                  | 2014  | 2015  | 2016    | 2017    | 2018    | 2019    | 2020    | 2021    | 2022    | 2023    | 2024    |
| --------------------------- | ----- | ----- | ------- | ------- | ------- | ------- | ------- | ------- | ------- | ------- | ------- |
| Umsatz (in Mio. Euro)       | 882,8 | 938,6 | 1.045,6 | 1.087,8 | 1.141,3 | 1.158,6 | 1.065,2 | 1.050,4 | 1.119,0 | 1.210,0 | 1.220,7 |
| EBITDA (in Mio. Euro)       | 69,5  | 68,1  | 76,2    | 84,6    | 80,2    | 135,3   | 7,8     | 142,3   | 151,6   | 130,8   | 168,0   |
| EBT (in Mio. Euro)          | 30,1  | 29,7  | 30,8    | 33,5    | 37,5    | 37,5    | -116,1  | 52,2    | 55,7    | 36,1    | 91,8    |
| Bilanzsumme (in Mio. Euro)  | 675,3 | 730,1 | 707,9   | 708,6   | 728,0   | 1.288,3 | 1.194,1 | 1.218,2 | 1.336,5 | 1.317,4 | 1.408,0 |
| Eigenkapital (in Mio. Euro) | 202,6 | 214,0 | 219,3   | 235,6   | 250,8   | 203,4   | 59,7    | 156,3   | 277,7   | 285,7   | 356,7   |
| Eigenkapitalquote (in %)    | 30,0  | 29,3  | 31,0    | 33,2    | 34,5    | 15,8    | 5,0     | 12,8    | 20,8    | 21,7    | 25,3    |

In den Gruppenabschluss der BLG Logistics gingen Ende 2024 vollkonsolidiert 18 in- und ausländische Unternehmen ein. Durch Equity-Methode wurden in diesem Abschluss weitere 18 in- und ausländische Unternehmen berücksichtigt. Nicht einbezogene Gesellschaften summieren sich auf 18.

### Personal und Arbeitsplätze
In den vergangenen Jahren entwickelte sich die Zahl der Beschäftigten wie folgt:
| Geschäftsbereich        | 2014  | 2015  | 2016   | 2017  | 2018   | 2019   | 2020   | 2021   | 2022   | 2023   | 2024   |
| ----------------------- | ----- | ----- | ------ | ----- | ------ | ------ | ------ | ------ | ------ | ------ | ------ |
| Automobile              | 2431  | 2638  | 2730   | 2929  | 3193   | 3308   | 3331   | 3397   | 3235   | 2922   | 2926   |
| Contract                | 3771  | 4280  | 5477   | 4885  | 5946   | 6393   | 6287   | 6599   | 6266   | 6551   | 6189   |
| Container               | 1602  | 1571  | 1564   | 1578  | 1612   | 1653   | 1618   | 1582   | 1605   | 1604   | 1555   |
| alle Segmente           | 7804  | 8489  | 9771   | 9392  | 10 751 | 11 354 | 11 236 | 11 578 | 11 106 | 11 077 | 10 670 |
| Services                | 223   | 249   | 275    | 293   | 328    | 366    | 373    | 374    | 386    | 410    | 449    |
| Summe                   | 8027  | 8738  | 10 046 | 9685  | 11 079 | 11 720 | 11 609 | 11 952 | 11 492 | 11 487 | 11 119 |
| Überleitung             | −1602 | −1571 | −1564  | −1578 | −1612  | –1653  | –1618  | -1582  | -1605  | -1604  | -1555  |
| Beschäftigte der Gruppe | 6425  | 7167  | 8482   | 8107  | 9467   | 10 067 | 9991   | 10 370 | 9887   | 9883   | 9.564  |

### Standorte
Das Unternehmen hat in sieben Ländern Standorte (Stand: Juni 2025):
- China
  - Shanghai
- Deutschland
  - Berlin, Böblingen, Bremen, Bremerhaven, Butzbach, Cuxhaven, Dodendorf, Düsseldorf, Duisburg, Eisenach, Emmerich, Erfurt, Falkenberg, Falkensee, Frankfurt, Geiselwind, Hamburg, Hörsel, Kelheim, Koblenz, Köln Krefeld, Ludwigsfelde, Mainz, Meerane, Neuss, Ochtrup, Offenburg, Schlüchtern, Schlüsselfeld, Sindelfingen, Verden, Waiblingen
- Polen
  - Danzig
- Slowenien
  - Koper
- Südafrika
  - Durban, East London, Gqeberha (vormals Port Elizabeth), Kapstadt, Pretoria
- Ukraine
  - Kiew, Tschornomorsk
- USA[88]
  - Charleston (South Carolina), Greenville (South Carolina), Spartanburg, Vance (Alabama)

Insgesamt verfügt die Gruppe über fast 100 Standorte und Niederlassungen in Europa, Amerika, Afrika und Asien.

## Weiteres

### Gebäude der Zentrale
Die Firmenzentrale befindet sich seit 2002 in einem Gebäudekomplex der Bremer Innenstadt. Dazu zählt das Gebäude des ehemaligen amerikanischen Generalkonsulats am Präsident-Kennedy-Platz im Bremer Stadtteil Mitte. Es wurde 1954 im sogenannten „Internationalen Stil“ der Nachkriegsmoderne nach Plänen von Skidmore, Owings and Merrill unter Mitwirkung von Otto Apel errichtet. Seit 1994 steht es unter Denkmalschutz. Von 2005 bis 2007 wurde es für die Nutzung durch die BLG Logistics saniert.

### Darstellungen
Zum 100-jährigen Jubiläum des Unternehmens erschien 1977 ein umfangreiches, illustriertes Werk von Karl Löbe. Frauke Wilhelm hat 2013 einen Film zur Arbeitergeschichte unter dem Titel „Alle Herrlichkeiten der Welt“: 60 Jahre Arbeit im Hafen – BLG-Mitarbeiter erinnern sich erstellt.

### Bremer Unternehmergespräche
Der langjährige BLG-Vorstandsvorsitzende Detthold Aden rief die Bremer Unternehmergespräche ins Leben. Heute laden zu dieser regelmäßigen Veranstaltung im Bremer Rathaus neben der BLG Logistics die Senatorin für Wirtschaft, Häfen und Transformation und die Handelskammer Bremen ein.

### Sponsoring
Seit 2005/2006 unterstützt das Unternehmen die Profi-Basketballmannschaft Eisbären Bremerhaven als Sponsor. Seit 2010 ist das Unternehmen auch als Sponsor beim Profi-Fußball-Verein Werder Bremen engagiert.

### Auszeichnungen
2015 und 2017 erhielt das Unternehmen den Elogistics Award, 2015 gemeinsam mit Grenzebach Automation für das Logistikkonzept des Frankfurter Standorts, 2017 für ein Projekt zum Einsatz von Drohnen in der Logistik. Zusammen mit Engelbert Strauss erhielt BLG Logistics den Deutschen Logistik-Preis 2015 der Bundesvereinigung Logistik und den Europäischen Logistikpreis der European Logistics Association (ELA). 2023 erhielt das Unternehmen den Sonderpreis Energieeffizienz beim Innovationspreis der Deutschen Mobilitätswirtschaft. GS1 ehrte das Unternehmen 2025 mit dem Nachhaltigkeitspreis Lean and Green.

### Mitgliedschaften
Das Unternehmen ist Mitglied im Zentralverband der deutschen Seehafenbetriebe e. V.